# Mark Herman
Mark Herman är en amerikansk speldesigner. Herman är främst känd för att ha infört kortdriven spelmekanik (s.k. CDG - Card driven games) i krigsspel, (We the People 1994). Denna nya design blev både stilbildande och framgångsrik. Spel som influerats av Hermans design är t.ex. Twilight Struggle och Paths of Glory, m fl. Herman har designat spel för såväl Avalon Hill som SPI och GMT Games. Han var också VD för Avalon Hills dotterbolag Victory Games. Förutom We the People märks i hans produktion spel som Fire in the Lake, Empire of the Sun, och Churchill vilka alla rankas högt inom konfliktspelshobbyn.